# Comtat de Grand Forks
El comtat de Grand Forks (en anglès: Grand Forks County, North Dakota), fundat el 1873, és un dels 53 comtats de l'estat nord-americà de Dakota del Nord. L'any 2000 tenia 66.109 habitants i una densitat poblacional de 18 persones per km². La seu del comtat és Grand Forks.

## Geografia
Segons l'Oficina del Cens, el comtat té una àrea total de 3,730 km2 (1,440.2 sq mi), de la qual 3,724 km2 (1,437.8 sq mi) és terra i 5 km2 (1.9 sq mi) (1,9) és aigua.

### Comtats adjacents
- Comtat de Walsh (nord)
- Comtat de Polk (aquest)
- Comtat de Traill (sud-est)
- Comtat de Steele (sud-oest)
- Comtat de Nelson (oest)

### Àrees protegides nacionals
- Kellys Slough Refugi Nacional de Vida Silvestre
- Oca petita Refugi Nacional de Vida Silvestre

## Demografia
Al 2000[1] la renda per capita mitjana del comtat era de 35.785$, i els ingressos mitjans per família eren de 46.620$. Al voltant del 12,30 % de la població estava sota el llindar de pobresa nacional.
| 1880  | 1890   | 1900   | 1910   | 1920   | 1930   | 1940   | 1950   | 1960   | 1970   | 1980   | 1990   | 2000   | Est. 2009 |
| ----- | ------ | ------ | ------ | ------ | ------ | ------ | ------ | ------ | ------ | ------ | ------ | ------ | --------- |
| 6.248 | 18.357 | 24.459 | 27.888 | 28.795 | 31.956 | 34.518 | 39.448 | 48.677 | 61.102 | 66.100 | 70.683 | 66.109 | 66.414    |

## Llocs

### Ciutats
- Grand Forks
- Larimore
- Thompson
- Northwood
- Emerado
- Manvel
- Reynolds (petita part de la ciutat s'estén cap al Comtat de Traill County)
- Gilby
- Inkster
- Niagara

Nota: a totes les comunitats incorporades a Dakota del Nord se'ls anomena "ciutats" independentment de la seva grandària

### Municipis
| - Municipi d'Agnes - Municipi de Allendale - Municipi de Americus - Municipi de Arvilla - Municipi de Avon - Municipi de Bentru - Municipi de Blooming - Municipi de Brenna - Municipi de Chester - Municipi de Elkmount - Municipi de Elm Grove - Municipi de Fairfield - Municipi de Falconer - Municipi de Ferri | - Municipi de Gilby - Municipi de Grace - Municipi de Grand Forks - Municipi de Hegton - Municipi de Inkster - Municipi de Johnstown - Municipi de Lakeville - Municipi de Larimore - Municipi de Levant - Municipi de Lind - Municipi de Logan Center - Municipi de Loretta - Municipi de Mekinock - Municipi de Michigan | - Municipi de Moraine - Municipi de Niagara - Municipi de Northwood - Municipi de Oakville - Municipi de Pleasant View - Municipi de Plymouth - Municipi de Rye - Municipi de Strabane - Municipi de Turtle River - Municipi de Union - Municipi de Walle - Municipi de Washington - Municipi de Wheatfield |